# Ilha Christmas
A Ilha Christmas ou Ilha do Natal, de nome oficial Território da Ilha Christmas ou da Ilha do Natal, é um dos territórios externos da Austrália.
A capital desta pequena ilha, que possui cerca de 135 km2, é Flying Fish Cove, conhecida como The Settlement, com cerca de um terço dos residentes na ilha.

## História
Visitada pelos navegantes malaios desde tempos remotos, foi incluída nos mapas dos navegadores ingleses e holandeses no início do século XVII. O atual nome terá sido dado por William Mynors da East India Ship Company, que aí aportou no dia de Natal de 1643.
A Ilha Christmas esteve desabitada até 1890, data em que uma população constituída por chineses e malaios foi trazida, com o objetivo de explorar as minas de fosfato. A ilha, que dependia da colônia britânica de Singapura, foi transferida para a Austrália em 1 de outubro de 1958. A partir de 1981, os residentes foram considerados aptos a adquirir a cidadania australiana. Em 1984, o governo da Austrália estendeu à ilha benefícios de segurança social, saúde e educação e outorgou direitos políticos aos novos cidadãos. O imposto de renda foi introduzido a partir de 1985.
O foco da vida local era a Comissão de Mineração do Fosfato, onde trabalhava praticamente toda a população. Em 1987, as autoridades fecharam a mina, que foi reaberta, em 1990, por operadores privados, porém sob estritas condições de preservação do meio ambiente. Em 1991, foram efetuados investimentos para desenvolver o potencial turístico da ilha.

## Sobre

### Geografia
A Ilha Christmas situa-se no Oceano Índico, a 2500 km a nordeste de Perth, Austrália e a 380 km ao sul de Java, Indonésia. Montanhosa, formada por erupções basálticas no passado, formando um planalto central que atinge o ponto mais alto com 361 m em Murray Hill; e árida em boa parte do ano com seu clima predominantemente seco, salvo pelas monções índicas.

### Demografia
Seguem-se os dados referentes à população da Ilha Christmas.
- Composição étnica: 70% de chineses, 20% de europeus e 10% de malaios.

- Religião: budismo 36%, islamismo 25%, cristianismo 18% e taoísmo 15%.

- Idiomas: o inglês, o chinês e o malaio são as línguas mais faladas.

### Cultura
A cultura da Ilha Christmas é única, pois é habitada por pessoas de várias etnias diferentes. Historicamente, a maioria dos habitantes das ilhas Christmas era de origem chinesa, malaia e indiana, os primeiros colonos permanentes e, como resultado, eles influenciaram significativamente a cultura local. Hoje, a maioria dos residentes é chinesa, com um número significativo de australianos de etnia europeia e de malaios, bem como pequenas comunidades indianas e euro-asiáticas também. Os principais idiomas da Ilha Christmas são o inglês e o chinês. O vestuário é geralmente modesto, e os turistas devem manter um envoltório, como um sarongue ou pareo, à mão para cobrir shorts, roupas de banho e tops. É comum remover sapatos ao entrar em uma casa e também evitar tocar na cabeça de alguém.

### Economia
A moeda é o dólar australiano. O principal recurso da ilha até 1987 era a produção de fosfatos.

### Biodiversidade
A Ilha Christmas foi desabitada até ao final do século XIX, permitindo que muitas espécies evoluíssem sem interferência humana. Dois terços da ilha foram declarados Parque Nacional, que é gerido pelo Departamento Australiano de Meio Ambiente e Património através da Parks Australia. A Ilha Christmas contém espécies únicas, tanto da flora quanto da fauna, algumas das quais estão ameaçadas ou foram extintas.
Entre as espécies endémicas de plantas da ilha estão as árvores Arenga listeri, Pandanus elatus e Dendrocnide peltata var. murrayana; os arbustos Abutilon listeri, Colubrina pedunculata, Grewia insularis e Pandanus christmatensis; as viníferas Hoya aldrichii e Zehneria alba; as herbáceas Asystasia alba, Dicliptera maclearii e Peperomia rossii; a erva Ischaemum nativitatis; o feto Asplenium listeri; e as orquídeas Brachypeza archytas, Flickingeria nativitatis, Phreatia listeri e Zeuxine exilis.
A migração em massa anual do caranguejo-vermelho (Gecarcoidea natalis) (cerca de 100 milhões de indivíduos) para o mar para desovar foi descrita como uma das maravilhas do mundo natural 6 e ocorre todos os anos por volta de novembro, após o início da estação chuvosa e sincronizado com o ciclo lunar. Caranguejos e aves marinhas são os animais mais notáveis da ilha. Vinte espécies terrestres de caranguejos foram identificadas (das quais 13 são consideradas verdadeiras, que dependem apenas dos oceanos para o desenvolvimento larval). O caranguejo-ladrão, também conhecido como carangueiro-dos-coqueiros, vive em grande número na ilha.
A ilha Christmas é um ponto focal para aves marinhas de várias espécies. Oito espécies ou subespécies de aves marinhas nidificam na ilha. O mais numeroso é o atobá-de-pé-vermelho, que nidifica em colónias, em árvores, em muitas partes do litoral. A floresta da Ilha Christmas é o único habitat de nidificação ou do atobá-de-abbott no mundo. Das dez espécies de aves terrestres nativas e aves costeiras, sete são espécies ou subespécies endémicas. Isso inclui o sapinho-da-ilha-christmas (Turdus poliocephalus erythropleurus) e a ducula-da-ilha-christmas (Ducula whartoni). 86 espécies de aves migratórias foram descritas como visitantes temporários da ilha.
Várias espécies endémicas de invertebrados também são conhecidas; seis deles destacam-se entre as borboletasː Papilio memnon, Appias olferna, Polyura andrewsi, Jamides bochus, Zizina otis e Eurema blanda.